# Ebracteola wilmaniae
Ebracteola wilmaniae är en isörtsväxtart som först beskrevs av L. Bol., och fick sitt nu gällande namn av H.F. Glen. Ebracteola wilmaniae ingår i släktet Ebracteola och familjen isörtsväxter. Inga underarter finns listade i Catalogue of Life.